# Mineral Point, Wisconsin
Mineral Point là một thành phố thuộc quận Iowa, tiểu bang Wisconsin, Hoa Kỳ. Năm 2000, dân số của thành phố này là 2617 người.